# Церковь Спаса Нерукотворного Образа (Красногорское)
Церковь Спаса Нерукотворного Образа — православный храм в селе Красногорском Верхотурского района Свердловской области.
Решением № 535 Исполнительного комитета Свердловского областного Совета народных депутатов от 31 декабря 1987 года присвоен статус памятника архитектуры регионального значения.

## История
Строительство храма началось 31 мая 1802 года на правом берегу реки Туры в северной части села. 8 февраля 1804 года правый придел был освящён во имя великомученица Екатерины. 4 июля 1810 года был освящён главный храм в честь Нерукотворенного Образа Спасителя. 28 октября 1875 года был освящён пристроенный левый придел во имя Николай чудотворца. В 1903 году к 100-летию храма в церковной ограде была построена Спасская каменная часовня.
С 1932 года здание церкви закрыто, в дальнейшем в нём работали склад, магазин, спортзал. В 1992 году храм возвращён Русской православной церкви. С 1991 года работает одноимённый молитвеный дом, в храме ведутся восстановительные работы.
Церковь Спаса Нерукотворного образа была построена в 1802—1810 годах в стиле классицизма с элементами «сибирского барокко».

## Архитектура
Здание является примером позднего «сибирского барокко».
Храмовая часть кубическая, с пятигранной апсидой, трапезной, расширенной с обеих сторон приделами со своими собственными алтарями. В основании колоколни (утрачена) находились два притвора. Храм увенчан пологим двухъярусным куполом, несущим малый восьмёрик с главкой. Сходным восьмериком завершена и апсида. Фасадное убранство, было изменено при недавней «реставрации». Сейчас оно сводится к плоским оконным обрамлениям, дополненным невыразительных очертаний сандриками-бровками. Более подлинные «ушастые» наличники приделов.
Часовня выполнена в эклектическом стиле с русско-византийскими чертами. Восьмигранный объём венчается шатром. Богатый и разнообразный декор стен включает колонки, прямоугольные плоские ниши, сухарики, подкарнизный пояс ширинок. В основании шатра чередуются кокошники заострённых и лучковых очертаний, куда вписаны картуши.